# Фејвуд (Њу Мексико)
Фејвуд (енгл. Faywood) насељено је место без административног статуса у америчкој савезној држави Њу Мексико.

## Демографија
По попису из 2010. године број становника је 33.
| Група             | 2000.    | 2010.      |
| Белци             | 0 (0,0%) | 12 (36,4%) |
| Афроамериканци    | 0 (0,0%) | 0 (0,0%)   |
| Азијати           | 0 (0,0%) | 0 (0,0%)   |
| Хиспаноамериканци | 0 (0,0%) | 21 (63,6%) |
| Укупно            | 0        | 33         |